# Diana (nome)
Diana  è un nome proprio di persona italiano femminile.

## Varianti
- Femminili: Daiana[5]
  - Alterati: Dianella[4][6]
  - Ipocoristici: Nella, Nina
- Maschili: Diano[4]

### Varianti in altre lingue
- Catalano: Diana[2][7]
- Ceco: Diana
- Croato: Dijana[2][3], Dajana[2]
- Finlandese: Diana
- Francese: Diane[2][3], Dianne[2]
- Hawaiiano: Kiana[2][3]
- Inglese: Diana[2][3], Dianah[3], Diane[2], Dianna[2][3], Diann[2], Dyan[2], Dyana[3], Dyanna[3], Deanna[3]
  - Ipocoristici: Di[2][3], Dee[3]

- Latino: Diana[2][6]
- Lituano: Diana[2]
- Macedone: Дијана (Dijana)[2]
- Olandese: Diana[2][3]
- Polacco: Diana
- Portoghese: Diana[2][3]
- Romaní: Daiena[3]

- Rumeno: Diana[2][3]
- Russo: Диана (Diana)[2][3]
- Serbo: Дијана (Dijana)[2][3]
- Sloveno: Dijana[2][3]
- Spagnolo: Diana[2][3][7]
- Tedesco: Diana[2][3]
- Ungherese: Diána[2]

## Origine e diffusione

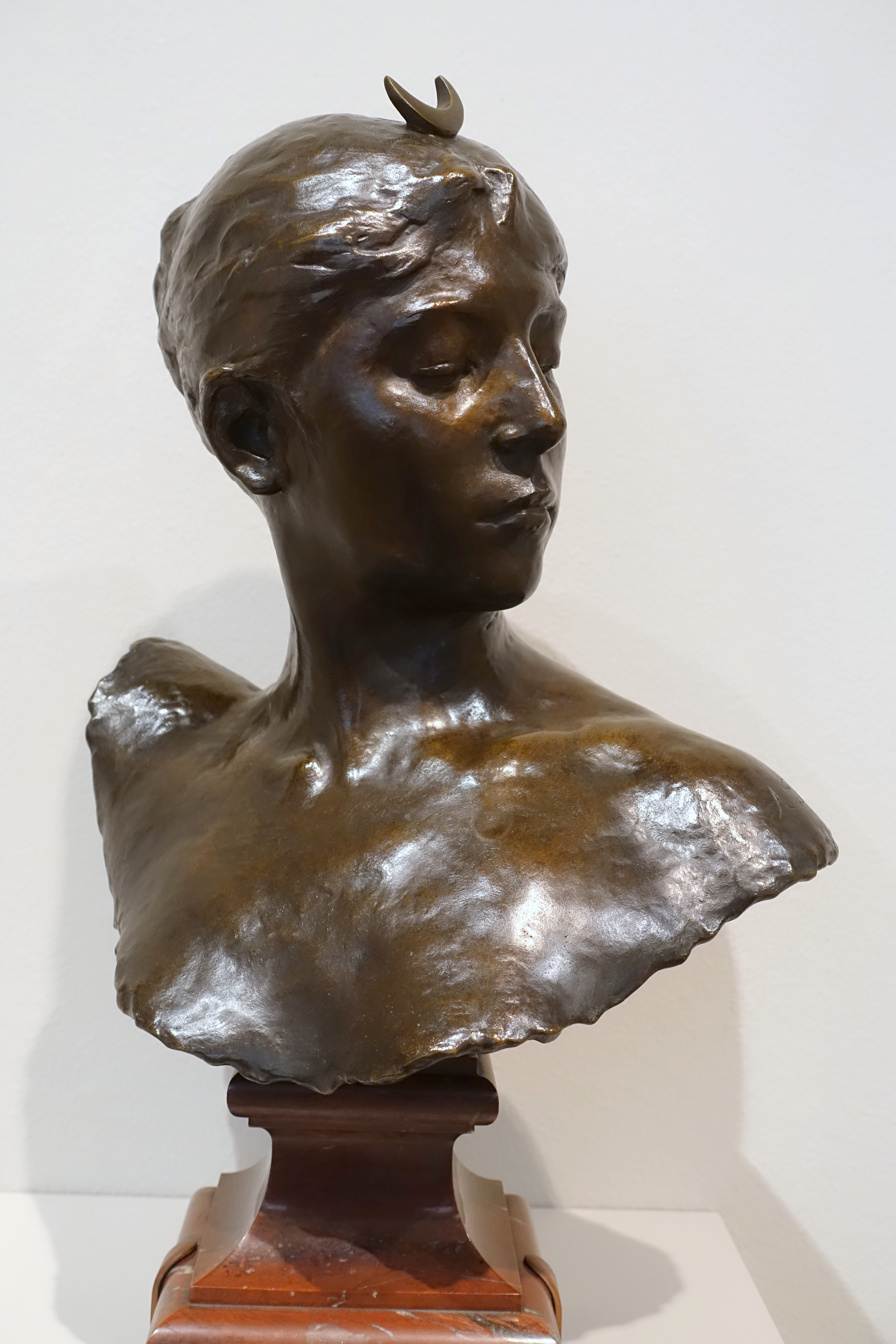
Diana cacciatrice di Jean Alexandre Joseph Falguière, 1882

Nome di tradizione classica, richiama la dea romana Diana, divinità della caccia e dei boschi e personificazione della Luna. Il nome, attestato anche nella forma forse più antica Diviana, può essere ricondotto alla radice protoindoeuropea dyeu o dyeus ("splendere" o "cielo"), con il possibile significato di "divina", "celeste", "luminosa", "splendente". In alcuni casi può anche rappresentare un ipocoristico di nomi quali Frediana, Verdiana, Lidiana e Secondiana.
Cominciò ad essere usato come nome proprio già nell'antica Roma, ma esclusivamente al di fuori degli ambienti cristiani, nei quali era visto come nome pagano, quindi in seguito cadde in disuso; venne ripreso a partire dal Rinascimento, ravvivandosi anche grazie al culto della beata Diana degli Andalò. Negli anni settanta se ne contavano ventiduemila occorrenze, attestate principalmente al Centro-Nord, ed è diffuso anche nella variante "Daiana", che è un adattamento basato sulla pronuncia inglese; il nome Dianora potrebbe essere derivato da Diana.
Nei paesi anglofoni il nome divenne più comune dopo il 1817, data della pubblicazione del romanzo di Walter Scott Rob Roy, nel quale è presente un personaggio chiamato così; dal XIX secolo è stata adottata anche la forma francese Diane.

## Onomastico
L'onomastico si può festeggiare in memoria della beata Diana degli Andalò, monaca domenicana e fondatrice, ricordata il 10 giugno, oppure in memoria della beata Diana Giuntini, patrona di Santa Maria a Monte, commemorata il primo lunedì dopo Pasqua.

## Persone

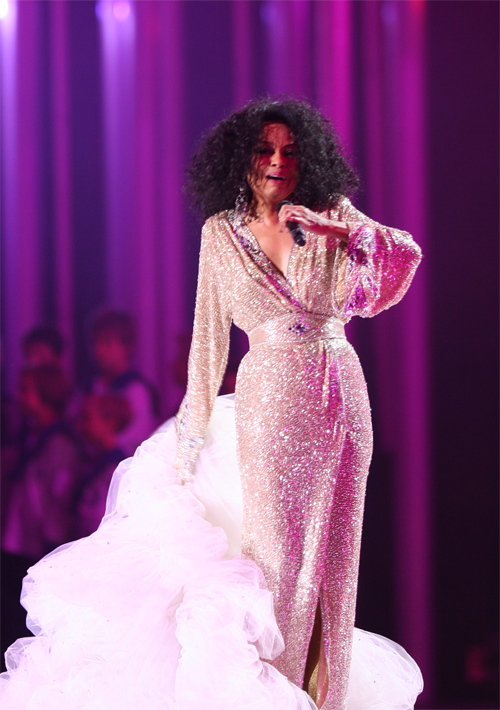
Diana Ross

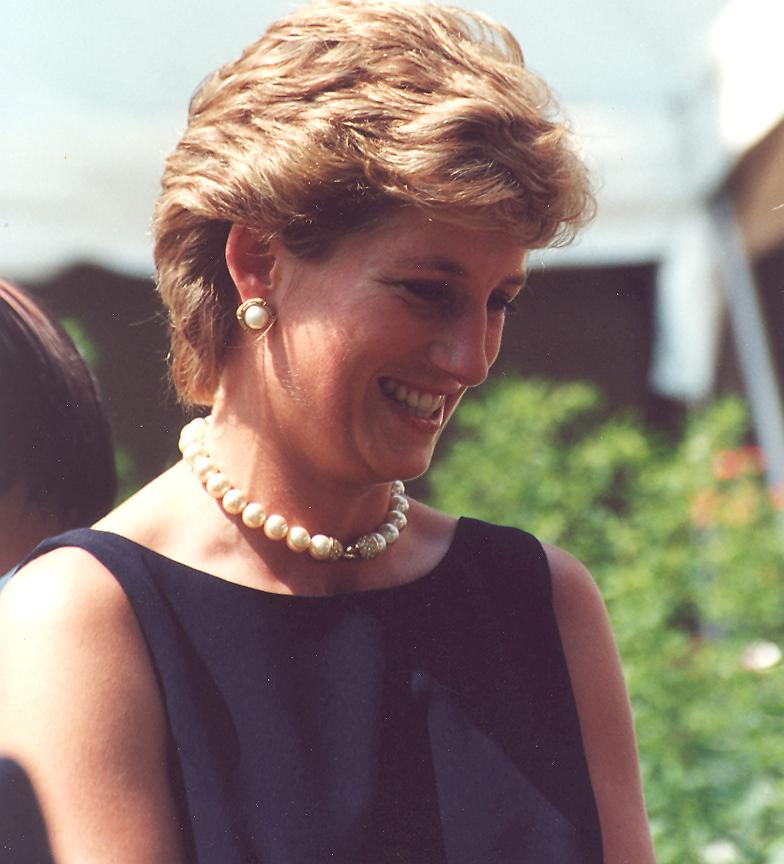
Diana Spencer

- Diana di Poitiers, amante di Enrico II di Francia
- Diana Del Bufalo, attrice, cantante e conduttrice televisiva italiana
- Diana Est, cantante italiana
- Diana Gabaldon, scrittrice statunitense
- Diana Gansky, atleta tedesca
- Diana Gaspari, giocatrice di curling italiana
- Diana Giuntini, religiosa italiana
- Diana Karenne, attrice, regista, sceneggiatrice e produttrice cinematografica polacca
- Diana Körner, attrice tedesca
- Diana Krall, cantante e pianista canadese
- Diana Lynn, attrice statunitense
- Diana Munz, nuotatrice statunitense
- Diana Paxson, scrittrice statunitense
- Diana Rigg, attrice britannica
- Diana Ross, cantante, produttrice discografica e attrice statunitense
- Diana Spencer, principessa del Galles
- Diana Wynne Jones, scrittrice britannica

### Variante Diane
- Diane Abbott, politica britannica
- Diane Baker, attrice statunitense

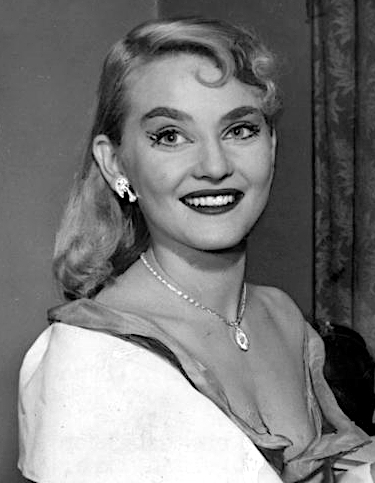
Diane Cilento

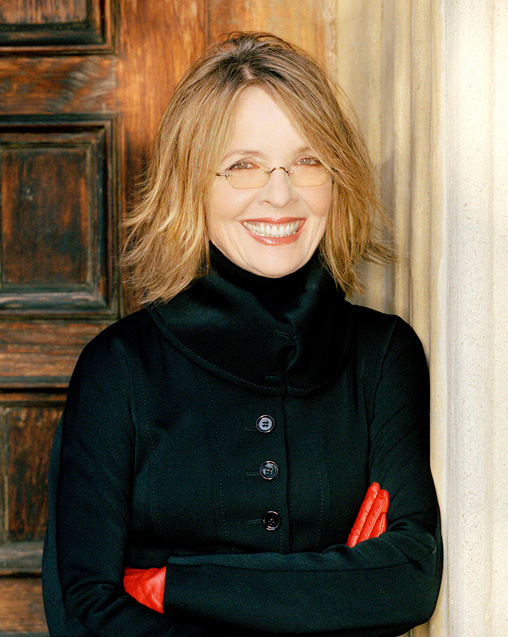
Diane Keaton

- Diane Bish, organista, compositrice e produttrice televisiva statunitense
- Diane Cilento, attrice australiana
- Diane d'Andoins, contessa di Guiche
- Diane di Prima, poetessa statunitense
- Diane English, sceneggiatrice, regista e produttrice televisiva statunitense
- Diane Fleri, attrice francese naturalizzata italiana
- Diane Hegarty, satanista statunitense
- Diane Keaton, attrice, produttrice cinematografica, regista e sceneggiatrice statunitense
- Diane Kruger, attrice e modella tedesca
- Diane Ladd, attrice statunitense
- Diane Lane, attrice statunitense
- Diane Neal, attrice statunitense
- Diane Varsi, attrice statunitense
- Diane Venora, attrice statunitense
- Diane Warren, compositrice statunitense

### Variante Dianne

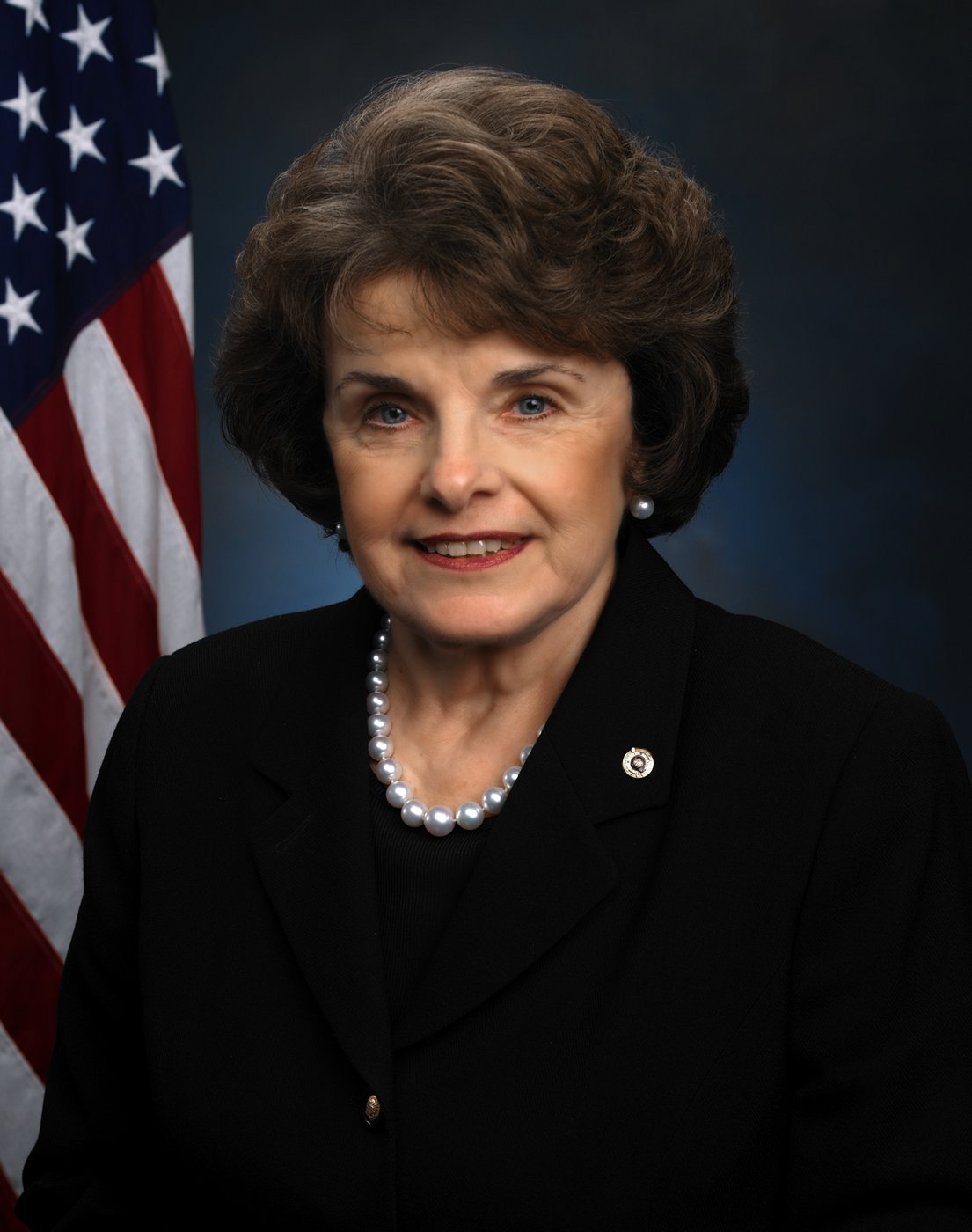
Dianne Feinstein

- Dianne Feinstein, politica statunitense
- Dianne Kay, attrice statunitense
- Dianne Reeves, cantante statunitense
- Dianne Wiest, attrice statunitense

### Altre varianti
- Dianna Agron, attrice e regista statunitense
- Di Brandt, poetessa e critica letteraria canadese
- Dajana Cahill, attrice australiana
- Dyan Cannon, attrice statunitense
- Diána Fűrész, cestista ungherese
- Dayana Mendoza, modella venezuelana
- Dijana Pavlović, attrice serba naturalizzata italiana
- Dajana Roncione, attrice italiana

## Il nome nelle arti
- Diana è un personaggio della fiction televisiva V - Visitors.
- Diane è un personaggio del videogioco Metal Gear.
- Diana Bishop è la protagonista dei romanzi della Trilogia delle anime, scritta da Deborah Harkness, e della serie televisiva tratta dai libri A Discovery of Witches - Il manoscritto delle streghe.
- Diana Cancellieri Ferri è un personaggio della soap opera CentoVetrine.
- Diana Fowley è un personaggio della serie televisiva X-Files.
- Diane Janssen è un personaggio della serie televisiva Lost.
- Diana Lombard è un personaggio del fumetto Martin Mystère.
- Diana Meade è un personaggio delle serie di romanzi I diari delle streghe, scritta da Lisa Jane Smith, e della serie televisiva da essa tratta The Secret Circle.
- Diana Prince è il nome umano di Wonder Woman.
- Diana Vernon è un personaggio del romanzo di Walter Scott Rob Roy.
- Diana è il titolo di una celebre canzone del 1957, portata al successo da Paul Anka, che fu venduta in oltre 9 milioni di copie.
- Dirty Diana è il titolo di un brano di Michael Jackson tratto dall'album Bad del 1987.
- Diana è il titolo di un brano degli One Direction tratto dall'album Midnight Memories.
- Diane Nguyen è un personaggio della serie animata BoJack Horseman.